# جورج إتش بيك
جورج إتش بيك (بالإنجليزية: George H. Peck)‏ هو سمسار عقارات أمريكي، ولد في 15 أكتوبر 1856، وتوفي في 9 يناير 1940.